# Герреро, Антонио
Антонио Герреро Родригес (исп. Antonio Guerrero Rodríguez; род. 16 октября 1958, Майами, Флорида) — офицер кубинской разведслужбы, Герой Республики Куба, один из так называемой «кубинской пятёрки» — группы кубинцев, осужденных в США по обвинению в шпионаже.

## Детство и юность
Антонио Герреро родился 16 октября 1958 года в Майами (США) в бедной семье кубинских эмигрантов. 
В 1959 году, через несколько дней после победы на Кубе революции, его родители, Антонио Герреро Кансио и Мирта Родригес Перес, вернулись на остров с целью принять участие в строительстве нового общества.
В 1962 году Антонио зачислили в начальную школу «Ласо-де-ла-Вега». 
В 1970 году он поступил в среднюю школу имени Хосе Мариа Эредиа, где учился два года, после чего перешёл в школу с техническим уклоном «Эскуэла Вокасиональ-де-Венто». 
В 1973 году Анонио поступил в старшую школу имени Владимира Ильича Ленина, где проявил себя в качестве молодёжного лидера и стал председателем союза старшеклассников своего района. 
Антонио увлекался футболом, был правым защитником в школьной сборной. 
В 1977 году он вошёл в состав сборной команды провинции Гавана в Национальных школьных и юношеских играх. Несколько раз Антонио избирался лучшим спортсменом школы. Помимо этого, он занимался музыкой, играл на трубе в школьном оркестре и пел в хоре, писал стихи. 
В 1974 году Антонио Герреро вступил в Союз коммунистической молодёжи Кубы, где занял пост руководителя базового комитета. Кроме того, он являлся председателем Федерации студентов среднего образования района Бойерос провинции Гавана.
После завершения школы Антонио стал одним из победителей конкурса на обучение в Советском Союзе. Он учился в Киевском национальном авиационном университете с 1978 по 1983 год и получил диплом по специальности инженер-специалист в области строительства и эксплуатации аэродромов. Ещё будучи студентом, после первого курса он отправился на два месяца в Усть-Илимск, где в составе студенческой интернациональной бригады принял участие в строительстве гражданского аэропорта. Во время нахождения в СССР Антонио Герреро привлёк к себе внимание КГБ и с одобрения кубинского правительства прошёл курсы подготовки разведчиков и контрразведчиков, его обучение было направлено на работу за пределами Кубы.

## Карьера
По возвращении на Кубу Антонио Герреро устроился на работу в авиакомпанию «Cubana» в качестве специалиста по строительству аэродромов в аэропорту имени Антонио Масео в городе Сантьяго-де-Куба, однако вскоре получил должность начальника управления аэродромами аэропорта. Ему было поручено провести работы по расширению взлётно-посадочного поля, так как планировалось сделать аэропорт города Сантьяго интернациональным. Этот труд был высоко оценён Фиделем Кастро, который лично прибыл на открытие нового аэродрома и провёл беседу с его главным инженером – Антонио Герреро.
В то же время Антонио продолжал работу с молодёжью по линии физического и идеологического воспитания. Всё это он совмещал с работой в кубинской службе разведки, что, естественно, сохранялось в строгой секретности.
В 1989 году вступил в Коммунистическую партию Кубы и в это же время женился на девушке по имени Дельги Кабрера Пуэнтес. От этого брака родился его старший сын Антонито, который в данный момент живёт вместе со своей матерью в городе Сантьяго-де-Куба. 
В 1991 году женился повторно, на этот раз на кубинке панамского происхождения Ниссии Перес Баррето. В этом браке родился второй сын Антонио Герреро Габриэль. 
Вскоре после рождения сына Антонио получил задание проникнуть на территорию США с целью сбора информации о базах подготовки кубинских боевиков. Однако сперва он с семьёй выехал в Панаму, и лишь оттуда, чтобы не привлекать излишнее внимание американской контрразведки, отправился в Соединённые Штаты. Там он жил случайными заработками, пока не получил приглашение на работу в отдел коммунальной службы на воздушно-морской военной базе Бока-Чика на юге Флориды. Время от времени получал денежную помощь от кубинской службы разведки. В США он познакомился с американкой Маргарет Бэккер, несколько лет они прожили в гражданском браке, а в 1998 официально поженились. 
Антонио смог успешно проникнуть в сеть кубинских террористических организаций, действовавших на юге Флориды. Благодаря полученной от него информации правительство Кубы сумело предотвратить многочисленные теракты на территории острова. Жена Антонио Маргарет узнала о работе своего мужа на кубинскую разведку лишь после его ареста и после этого продолжала оказывать ему моральную и материальную поддержку.

## Заключение
В сентябре 1998 года Антонио Герреро и ещё четверо разведчиков, известных как Кубинская пятёрка, были арестованы ФБР по обвинению в шпионаже, сговоре с целью убийства и совершении других преступлений. В июне 2001 года суд присяжных Майами признал Антонио Герреро виновным, а сам кубинец был приговорён к пожизненному заключению и к двум срокам по пять лет сверх того. 
Считается, что целью работы Антонио был сбор информации о планах атак против туристической индустрии Кубы и о планировавшихся покушениях на представителей руководства страны. Однако во время заседания суда ему инкриминировали шпионаж, угрожающий национальной безопасности Соединённых Штатов. Официальное руководство Кубинской республики, родственники Антонио Герреро и многие правозащитники со всего мира не были согласны с приговором и утверждали, что дело было сфабриковано по политическим мотивам.
29 декабря 2001 года кубинский парламент присвоил ему почетное звание «Герой Республики Куба».
Находясь в заключении, Антонио Герреро не прекращал творческой деятельности. Всего написал более 800 поэм, посвящённых своей Родине, близким, любви и патриотизму. Значительная часть его произведений переведена на основные языки мира, в том числе и на русский. Также Антонио занимался йогой, живописью, преподавал математику и английский язык другим заключённым.

## Освобождение
13 октября 2009 года его дело было пересмотрено судом Южного округа Флориды, и срок наказания сократился до 21 года и 10 месяцев заключения и 5 годам условного освобождения в тюрьме Флоренс на территории штата Колорадо. Антонио Герреро находился в заключении отдельно от остальных членов «пятёрки» и не поддерживал контакт с ними.
17 декабря 2014 года в рамках возобновления американо-кубинских дипломатических отношений был освобождён вместе с двумя другими членами «кубинской пятёрки».